# Траурно каменарче
Траурно каменарче (Oenanthe lugens) е вид птица от семейство Мухоловкови (Muscicapidae).

## Разпространение и местообитание
Разпространен е в Алжир, Бахрейн, Египет, Еритрея, Етиопия, Израел, Йордания, Ирак, Иран, Катар, Кения, Кувейт, Либия, Ливан, Мароко, Обединените арабски емирства, Палестина, Саудитска Арабия, Сирия, Сомалия, Судан, Танзания и Тунис.